# Ponte Salazar (Foz do Dão)
A Ponte Salazar foi uma ponte em arco sobre o rio Mondego, na região do Centro, em Portugal. Inaugurada em novembro de 1935, a Ponte Salazar localizava-se na aldeia da Foz do Dão (no concelho de Santa Comba Dão), e inseria-se na estrada que ligava Santa Comba Dão a Penacova (estrada esta que mais tarde foi integrada na N2). A Ponte Salazar, assim como a aldeia da Foz do Dão, foram submersas em inícios da década de 1980, devido ao enchimento da albufeira da Barragem da Aguieira. 
Em termos arquitectónicos, a ponte encontrava-se construída em pedra, possuindo arcos perfeitos.

## Galeria
- Fotografia da Ponte Salazar